# Brecha (futebolista)
Moacir Bernardes Brida, conhecido como Brecha (Itajobi, 12 de julho de 1948 — Catanduva, 3 de setembro de 2011) foi um futebolista brasileiro, que atuava como meio-campo.
Era irmão do também futebolista Brida, um dos grandes ídolos do Juventus.

## Carreira

### Jogador
Filho de um fazendeiro de café, Brecha iniciou a carreira aos 17 anos, quando jogou no Catanduva Esporte Clube, em 1965. Permaneceu no clube até 1967, quando um fazendeiro comprou seu passe por 5 mil cruzeiros e doou ao Barretos Esporte Clube no mesmo ano.
Em janeiro de 1968, Brecha foi contratado pelo Clube Atlético Juventus, onde tornou-se um dos maiores nomes da história do clube. Jogou ao lado de seu irmão, Roberto Brida, permanecendo até setembro de 1972. 
Em abril de 1972, com um gol de Brecha, o Moleque Travesso venceu o Corinthians, que era considerado o grande favorito. Essa partida contava para os resultados da loteria esportiva, que teve apenas um acertador, o ‘Dudu da Loteca’, que se tornou milionário do dia para a noite. O episódio ficaria conhecido como ‘o gol da zebra milionária’.
Ainda em 1972, foi convocado pela Seleção Brasileira.
Em seguida, foi vendido ao Anderlecht, da Bélgica. Após sete meses em território europeu, retornou ao Brasil. Foi contratado pelo Santos Futebol Clube por 540 mil cruzeiros.
Estreou em 20 de setembro de 1972, no empate sem gols com o Coritiba no Estádio Belfort Duarte. No clube da Vila Belmiro, Brecha atuou entre 1972 e 1976 e passou a usar a camisa 10 do Santos, quando Pelé transferiu-se para o clube americano Cosmos, em 1975. Foi Campeão Paulista em 1973, sendo peça fundamental para a conquista do título e vice-artilheiro da campanha vitoriosa, ao lado de Euzébio.
Em 1976 foi negociado com o Guarani, por 850 mil cruzeiros.
No ano de 1978, retornou ao Juventus. Passou ainda por Grêmio Maringá, Comercial-MS, Mixto, Botafogo de Ribeirão Preto, Grêmio Catanduvense, Brasília, Sertãozinho e novamente no Grêmio Catanduvense, onde encerrou a carreira, aos 42 anos de idade.

### Treinador
Após pendurar as chuteiras, Brecha também atuou como treinador de futebol. Comandou o Sertãozinho (1990); Grêmio Catanduvense (1991); Seleção Brasileira de Futebol Rápido (1995), aonde o time chegou inclusive a ser campeão no Torneio Futebol Rápido no México, em 1995; Centro Esportivo e Educacional Nakazawa (equipe japonesa) e Operário de Campo Grande. Em 1998, foi auxiliar-técnico de seu irmão no Juventus.
Foi professor de Educação Física na cidade de Ariranha, onde ainda era proprietário de uma escolinha de futebol.
Brecha também foi comentarista esportivo da TVO (Televisão Opinião de Catanduva), durante o Campeonato Paulista de 1994, e do jornal O Regional, de Catanduva, durante a Copa do Mundo de 1998.
Também se candidatou ao posto de vereador na própria cidade de Catanduva, pelo PDS, em 1982.

## Morte
Morreu em 3 de setembro de 2011, na cidade de Catanduva, aos 63 anos, vítima de tumor no cérebro.

## Títulos
Juventus
- Torneio de Classificação do Campeonato Paulista: 1971

Santos
- Campeonato Paulista: 1973
- Torneio Laudo Natel: 1974
- Torneio Governador Roberto Santos (Bahia): 1975